# 真田裕貴
真田 裕貴（さなだ ひろき、1984年2月7日 - ）は、兵庫県高砂市出身の元プロ野球選手（投手）。

## 経歴

### プロ入り前
大阪府で出生してすぐに兵庫県高砂市に移住し、小学2年生で野球を始めた。高砂市立宝殿中学校から兵庫県立姫路工業高等学校に進学。1年夏からベンチ入りし、2年秋からエースとなる。3年時に第73回選抜高等学校野球大会に出場。初戦の対日大三高戦で、近藤一樹から本塁打を放ったが敗退。
夏は兵庫大会決勝でグエン・トラン・フォク・アンを擁する東洋大姫路高校に敗戦。その後AAAアジア野球選手権日本代表に選出され、先発投手として好投した。高校時代は最速146km/h、通算25本塁打を記録。
2001年のドラフト会議において読売ジャイアンツから1巡目で指名され入団。

### 巨人時代
2002年は高卒ルーキーながら後半戦に一軍の先発ローテーションに定着し、6勝3敗の成績で優勝に貢献（ただ、日本シリーズでは登板の機会はなかった）。ドラフト制導入後に高卒1年目で6勝以上を挙げたのは、球団史上堀内恒夫以来36年ぶりだった。2003年はプロ初完投も記録したが先発としては精彩を欠き、リリーフに降格。右肩痛で7月26日に登録抹消され、以降の登板はなかった。2004年以降は、一軍と二軍を往復するシーズンが続いた。

### 横浜時代
2008年6月10日に鶴岡一成との交換トレードで横浜ベイスターズへ移籍。背番号は交換相手の鶴岡が付けていた57に決定した。
7月2日の対広島東洋カープ戦で2年ぶりに勝利投手となる。オフに背番号を30に変更。
2009年は敗戦処理からセットアッパーまでこなして自己最多となる68試合に登板し、防御率2.98、19ホールドの成績を収めた。
2010年8月1日の対東京ヤクルトスワローズ戦で史上29人目の1球勝利を挙げた。同年は8敗して防御率も前年より悪化したが、リリーフとして62試合に登板して16ホールドを記録した。
2011年は主にビハインドの場面で53試合に登板した。オフにアーン・テレムと代理人契約を結び、ポスティングシステムでのメジャー挑戦を表明。12月7日にポスティングが締め切られたが、獲得を希望する球団はなかった。その後も米球界への移籍を目指し、球団は本人の意志を尊重して自由契約とする方針をとった。だが、公開トライアウト後もMLB球団との契約には至らなかった。

### 巨人復帰
2012年3月19日に古巣・巨人と1年契約で合意し、4年ぶりに復帰することになった。年俸3000万プラス出来高払いで、背番号は29。

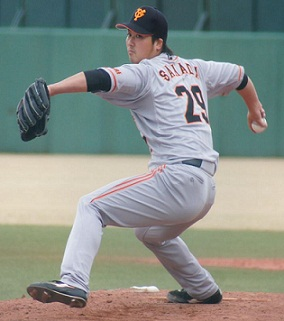
巨人時代（2012年）

5月9日に古巣の横浜DeNAベイスターズ戦に8回から登板するが、打者4人に対し1アウトも取れずに3失点で降板した。試合後すぐに2軍落ちし、9月には右足関節の手術を受けた。この年一軍での登板はこの1試合のみに終わり、シーズン終了後の11月4日に戦力外通告を受ける。

### 台湾時代

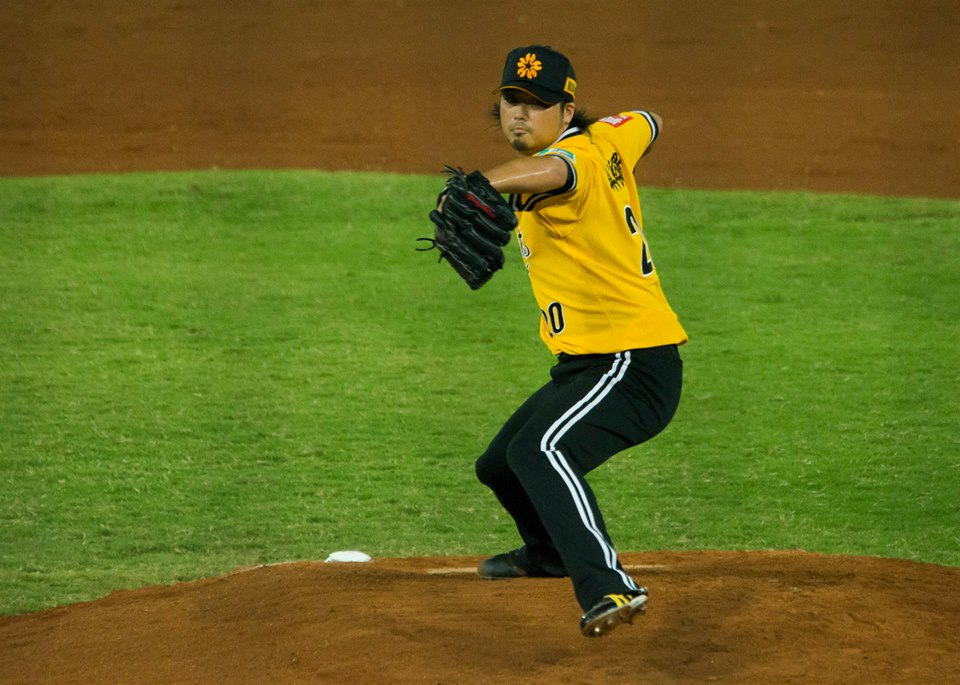
台湾時代（2013年）

2013年1月23日、台湾・中華職業棒球大聯盟の兄弟エレファンツの入団テストを受け合格し、2月9日に契約した。開幕から勝ちパターンのリリーフとして好投を続け、監督推薦でオールスターにも選出される。8月15日には、CPBL新記録となるシーズン27ホールドを達成した。最終的に台湾プロ野球史上最多となる32ホールドで中継王（最優秀中継ぎ投手）のタイトルを獲得した。

### ヤクルト時代

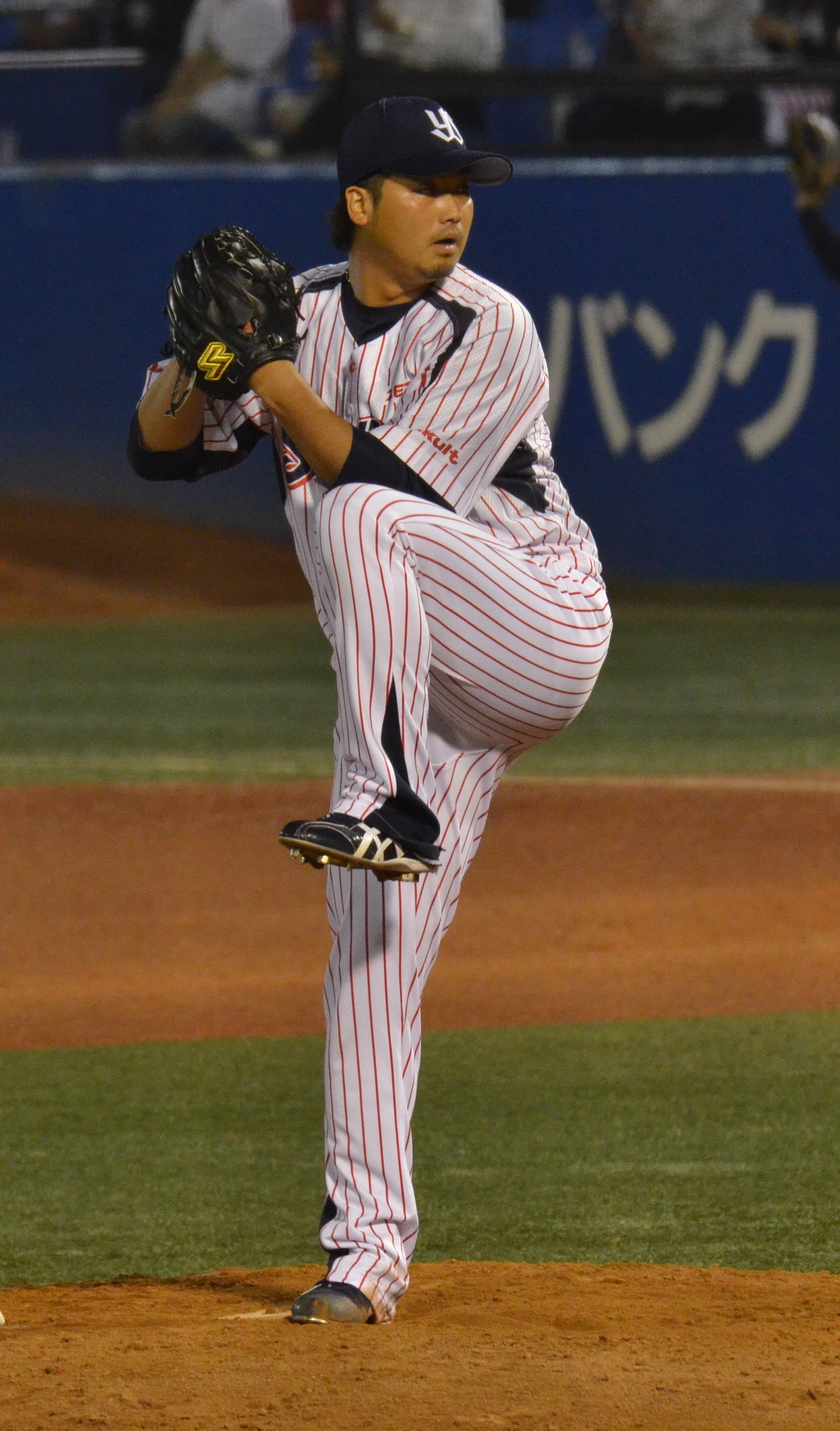
ヤクルト時代
（2014年5月29日、明治神宮野球場にて）

台湾での活躍はNPB関係者の目に留まり、2013年11月29日にヤクルトへの入団が発表された。しかし2014年は12試合の登板で防御率7.71と不振を極め、10月1日に自身2度目の戦力外通告を受ける。

### BCリーグ・福島時代
2014年12月8日、2015年シーズンからBCリーグへ参入する福島ホープスへ選手兼コーチとして加入したと発表された。
2015年は投手コーチを兼任しながらリリーフとして23試合に登板。2勝0敗 防御率0.86という好成績を残した。10月26日に自由契約となり、退団。同時に福井ミラクルエレファンツにコーチ兼任で入団することが発表された。

### BCリーグ・福井時代
2016年はほとんどコーチに専念し、6試合のみの登板に留まった。2016年12月5日に現役引退と退団を発表した。

### 現役引退
引退後は打撃投手として読売ジャイアンツに復帰することとなった。2018年1月1日付で打撃投手からスコアラー室への異動となり、2021年4月にはジャイアンツアカデミーのコーチに就任した。2024年からは再びスコアラーとなっている。

## 人物
犬好き（トイプードル）である。
大阪生まれ兵庫育ちということからプロ入り当初は「阪神ファンですか?」と聞かれていたが、東京育ちで巨人ファンの父親の影響もあり巨人ファンである。
入団会見ではセールスポイントを訊かれ「溶接とか…」と工業高校出身らしい回答をした。
横浜に移籍した際、同時期に中日ドラゴンズから移籍した石井裕也とともにTBSの『バース・デイ』でその様子を取り上げられた。
2012年に巨人に復帰したが、4年前のトレード相手であった鶴岡もFAを行使し、同シーズンから古巣のDeNAに復帰しており、共に同じ年に元在籍球団へ復帰する形となった。(しかも、鶴岡・真田　両者とも兵庫県高砂市出身）

## 詳細情報

### 年度別投手成績
| 年 度     | 球 団     | 登 板 | 先 発 | 完 投 | 完 封 | 無 四 球 | 勝 利 | 敗 戦 | セ 丨 ブ | ホ 丨 ル ド | 勝 率 | 打 者 | 投 球 回 | 被 安 打 | 被 本 塁 打 | 与 四 球 | 敬 遠 | 与 死 球 | 奪 三 振 | 暴 投 | ボ 丨 ク | 失 点 | 自 責 点 | 防 御 率 | W H I P |
| --------- | --------- | ----- | ----- | ----- | ----- | -------- | ----- | ----- | -------- | ----------- | ----- | ----- | -------- | -------- | ----------- | -------- | ----- | -------- | -------- | ----- | -------- | ----- | -------- | -------- | ------- |
| 2002      | 巨人      | 12    | 11    | 0     | 0     | 0        | 6     | 3     | 0        | --          | .667  | 289   | 70.0     | 72       | 10          | 13       | 1     | 3        | 42       | 0     | 1        | 31    | 29       | 3.73     | 1.21    |
| 2003      | 巨人      | 30    | 6     | 1     | 0     | 0        | 3     | 8     | 2        | --          | .273  | 260   | 56.2     | 67       | 10          | 22       | 2     | 7        | 39       | 3     | 0        | 37    | 34       | 5.40     | 1.57    |
| 2004      | 巨人      | 2     | 0     | 0     | 0     | 0        | 0     | 0     | 0        | --          | ----  | 22    | 5.0      | 6        | 0           | 1        | 0     | 0        | 5        | 0     | 0        | 3     | 3        | 5.40     | 1.40    |
| 2005      | 巨人      | 4     | 0     | 0     | 0     | 0        | 1     | 0     | 0        | 0           | 1.000 | 41    | 7.2      | 14       | 1           | 3        | 0     | 2        | 1        | 2     | 0        | 9     | 8        | 9.39     | 2.22    |
| 2006      | 巨人      | 25    | 0     | 0     | 0     | 0        | 2     | 0     | 1        | 0           | 1.000 | 115   | 25.2     | 27       | 3           | 11       | 3     | 1        | 18       | 0     | 0        | 13    | 11       | 3.86     | 1.48    |
| 2007      | 巨人      | 17    | 0     | 0     | 0     | 0        | 0     | 0     | 0        | 0           | ----  | 83    | 19.2     | 22       | 2           | 3        | 1     | 2        | 8        | 0     | 0        | 10    | 10       | 4.58     | 1.27    |
| 2008      | 横浜      | 26    | 5     | 0     | 0     | 0        | 2     | 4     | 0        | 3           | .333  | 226   | 51.1     | 64       | 3           | 16       | 0     | 1        | 25       | 1     | 1        | 30    | 28       | 4.91     | 1.56    |
| 2009      | 横浜      | 68    | 0     | 0     | 0     | 0        | 5     | 4     | 0        | 19          | .556  | 280   | 66.1     | 66       | 9           | 23       | 3     | 4        | 36       | 0     | 1        | 24    | 22       | 2.98     | 1.34    |
| 2010      | 横浜      | 62    | 0     | 0     | 0     | 0        | 3     | 8     | 0        | 16          | .273  | 303   | 69.2     | 72       | 10          | 21       | 4     | 7        | 41       | 3     | 0        | 33    | 30       | 3.88     | 1.33    |
| 2011      | 横浜      | 53    | 0     | 0     | 0     | 0        | 2     | 0     | 0        | 3           | 1.000 | 214   | 49.0     | 66       | 4           | 8        | 1     | 4        | 18       | 0     | 0        | 25    | 23       | 4.22     | 1.51    |
| 2012      | 巨人      | 1     | 0     | 0     | 0     | 0        | 0     | 0     | 0        | 0           | ----  | 4     | 0.0      | 4        | 0           | 0        | 0     | 0        | 0        | 0     | 0        | 3     | 3        | ----     | ----    |
| 2013      | 兄弟      | 67    | 0     | 0     | 0     | 0        | 3     | 2     | 0        | 32          | .600  | 295   | 72.1     | 59       | 1           | 15       | 0     | 3        | 47       | 1     | 0        | 24    | 18       | 2.24     | 1.03    |
| 2014      | ヤクルト  | 12    | 0     | 0     | 0     | 0        | 0     | 1     | 0        | 0           | .000  | 73    | 16.1     | 24       | 3           | 2        | 0     | 0        | 7        | 0     | 0        | 14    | 14       | 7.71     | 1.59    |
| NPB：12年 | NPB：12年 | 312   | 22    | 1     | 0     | 0        | 24    | 28    | 3        | 41          | .462  | 1910  | 437.1    | 504      | 55          | 123      | 15    | 31       | 240      | 9     | 3        | 232   | 215      | 4.42     | 1.40    |
| CPBL：1年 | CPBL：1年 | 67    | 0     | 0     | 0     | 0        | 3     | 2     | 0        | 32          | .600  | 295   | 72.1     | 59       | 1           | 15       | 0     | 3        | 47       | 1     | 0        | 24    | 18       | 2.24     | 1.03    |

- 各年度の太字はリーグ最高、赤太字はリーグ歴代最高。

### タイトル
CPBL
- 最優秀中継ぎ投手：1回 （2013年）

### 記録
NPB投手記録
- 初登板・初先発登板：2002年7月7日、対阪神タイガース15回戦（東京ドーム）、5回6被安打3失点で敗戦投手
- 初奪三振：同上、1回表にジョージ・アリアスから空振り三振
- 初勝利・初先発勝利：2002年7月21日、対中日ドラゴンズ17回戦（ナゴヤドーム）、6回6被安打3失点
- 初完投勝利：2003年5月13日、対横浜ベイスターズ6回戦（東京ドーム）、9回2失点
- 初セーブ：2003年6月3日、対広島東洋カープ8回戦（広島市民球場）、9回裏1死に3番手で救援登板・完了、2/3回無失点
- 初ホールド：2008年8月30日、対東京ヤクルトスワローズ19回戦（横浜スタジアム）、4回表に3番手で救援登板、1回2失点
- 1球勝利投手：2010年8月1日、対東京ヤクルトスワローズ13回戦（いわきグリーンスタジアム）、7回裏に田中浩康を遊撃ゴロ ※史上29人目

NPB打撃記録
- 初安打・初打点：2002年8月11日、対広島東洋カープ22回戦（東京ドーム）、5回裏に佐々岡真司から中前適時打

### 独立リーグでの投手成績
| 年 度     | 球 団     | 登 板 | 勝 利 | 敗 戦 | セ 丨 ブ | 完 投 | 勝 率 | 投 球 回 | 打 者 | 被 安 打 | 被 本 塁 打 | 奪 三 振 | 与 四 球 | 与 死 球 | 失 点 | 自 責 点 | 暴 投 | ボ 丨 ク | 失 策 | 防 御 率 | W H I P |
| --------- | --------- | ----- | ----- | ----- | -------- | ----- | ----- | -------- | ----- | -------- | ----------- | -------- | -------- | -------- | ----- | -------- | ----- | -------- | ----- | -------- | ------- |
| 2015      | 福島      | 23    | 2     | 0     | 0        | 0     | 1.000 | 21.0     | 77    | 14       | 1           | 8        | 2        | 0        | 4     | 2        | 0     | 0        | 0     | 0.86     | 0.76    |
| 2016      | 福井      | 6     | 0     | 0     | 0        | 0     | ----  | 6.0      | 22    | 3        | 0           | 6        | 0        | 0        | 1     | 0        | 0     | 0        | 0     | 0.00     | 0.50    |
| 通算：2年 | 通算：2年 | 29    | 2     | 0     | 0        | 0     | 1.000 | 27.0     | 99    | 17       | 1           | 14       | 2        | 0        | 5     | 2        | 0     | 0        | 0     | 0.67     | 0.70    |

### 背番号
- 43 （2002年 - 2008年途中）
- 57 （2008年途中 - 同年終了）
- 30 （2009年 - 2011年）
- 29 （2012年）
- 20 （2013年、2016年）
- 66 （2014年）
- 7 （2015年）
- 218 （2017年）

### 登場曲
- 「You Can Get It All」Bow Wow（2009年 - 2010年）
- 「SUPERSTAR ～REBORN～」 超新星（2010年 - 2011年）
- 「アガレ！」 VADER（2010年、2012年）
- 「Live Your Life (feat. Rihanna)」T.I.（2011年）
- 「La La La」LMFAO（2011年）
- 「Where Them Girls At (feat. Nicki Minaj & Flo Rida)」 David Guetta（2011年）
- 「歩み」 GReeeeN（2011年）
- 「男だろ！」BIG BEAR feat.BOXER KID（2012年）
- 「Billion Lights」JLS（2014年）

## 関連情報

### 漫画
- ドカベン スーパースターズ編 : 第9巻に登場。